# Campeonato Mundial de Esgrima de 1977
El XLII Campeonato Mundial de Esgrima se celebró en Buenos Aires (Argentina) entre el 14 y el 24 de julio de 1977 bajo la organización de la Federación Internacional de Esgrima (FIE) y la Federación Argentina de Esgrima.

## Medallistas

### Masculino
| Evento              | Oro                                                                     | Plata                                                                                 | Bronce                                                                   |
| ------------------- | ----------------------------------------------------------------------- | ------------------------------------------------------------------------------------- | ------------------------------------------------------------------------ |
| Florete individual  | Alexandr Romankov URSS                                                  | Harald Hein RFA                                                                       | Carlo Montano · Italia                                                   |
| Florete por equipos | Harald Hein Matthias Behr Thomas Bach Klaus Reichert RFA                | Andrea Borella · Fabio Dal Zotto · Giovanni Battista Coletti · Carlo Montano · Italia | Alexandr Romankov Vladimir Smirnov Sabirzhan Ruziyev Serguei Isakov URSS |
| Espada individual   | Johan Harmenberg · Suecia                                               | Rolf Edling · Suecia                                                                  | Patrice Gaille · Suiza                                                   |
| Espada por equipos  | Johan Harmenberg · Rolf Edling · Leif Högström · Hans Jacobson · Suecia | Daniel Giger · Patrice Gaille · Christian Kauter · François Suchanecki · Suiza        | Boris Lukomski Ashot Karaguian Leonid Dunayev Alexandr Abushajmetov URSS |
| Sable individual    | Pál Gerevich · Hungría                                                  | Vladimir Nazlymov URSS                                                                | Angelo Arcidiacono · Italia                                              |
| Sable por equipos   | Mijail Burtsev Vladimir Nazlymov Alexandr Nikishin Viktor Bazhenov URSS | Dan Irimiciuc Cornel Marin Ioan Pop Alexandru Nilca Rumania                           | Imre Gedővári · Pál Gerevich · Ferenc Hammang · Tamás Kovács · Hungría   |

### Femenino
| Evento              | Oro                                                                   | Plata                                                        | Bronce                                                                            |
| ------------------- | --------------------------------------------------------------------- | ------------------------------------------------------------ | --------------------------------------------------------------------------------- |
| Florete individual  | Valentina Sidorova URSS                                               | Yelena Belova URSS                                           | Ildikó Schwarczenberger · Hungría                                                 |
| Florete por equipos | Olga Kniazeva Valentina Sidorova Nailia Guiliazova Yelena Belova URSS | Karin Rutz Ute Kircheis Brigitte Oertel Cornelia Hanisch RFA | Ecaterina Iencic-Stahl Suzana Ardeleanu Magdalena Bartoș Marcela Moldovan Rumania |

## Medallero
| Núm. | País    | Oro | Plata | Bronce | Total |
| ---- | ------- | --- | ----- | ------ | ----- |
| 1    | URSS    | 4   | 2     | 2      | 8     |
| 2    | Suecia  | 2   | 1     | 0      | 3     |
| 3    | RFA     | 1   | 2     | 0      | 3     |
| 4    | Hungría | 1   | 0     | 2      | 3     |
| 5    | Italia  | 0   | 1     | 2      | 3     |
| 6    | Rumania | 0   | 1     | 1      | 2     |
| 6    | Suiza   | 0   | 1     | 1      | 2     |
|      | TOTAL   | 8   | 8     | 8      | 24    |